# Бэкроним
Бэкро́ним, обратная аббревиатура (англ. backronym, от англ. back «назад, обратно» + acronym) — набор слов, используемый для создания аббревиатуры-акронима из известного слова-неакронима, нескольких слов-неакронимов или акронима, имеющего совершенно другое значение.

## Отличие от акронима
Акроним — это слово, созданное из начальных букв слов некоторой фразы. Например, вуз — высшее учебное заведение. В противоположность, бэкроним — это фраза, созданная из исходного слова. В такой фразе буквы исходного слова используются в качестве начальных букв для слов этой фразы (например, распространенный бэкроним слова ВУЗ — «Выйти Удачно Замуж»).
Также следует отличать бэкроним от «намеренного акронима», то есть от слова, которое было выбрано одновременно c его искусственной расшифровкой. Так, например, название языка программирования BASIC (от англ. basic — «базовый, начальный»), также расшифровываемое как «Beginner’s All-purpose Symbolic Instruction Code», является «намеренным акронимом». Для бэкронима нужно, чтобы слово в этом же значении существовало до того, как была придумана его расшифровка.

## Области применения
Создание бэкронимов является одной из форм игры слов, сходное явление существует в народной этимологии. Создание бэкронимов иногда применяется в мнемонике с целью облегчить запоминание исходного слова. Некоторые бэкронимы создаются с шуточной целью. Другие используются для создания коммерчески привлекательного названия. Всемирно известен пример политического бэкронима эпохи Рисорджименто в Италии — Viva Verdi! (дословно «Да здравствует Верди!», но слово V.E.R.D.I. однозначно считывалось итальянцами, как Vittorio Emanuele Re D’Italia — «Виктор Эммануил, король Италии»).
Обнаружение и создание бэкронимов является распространённым явлением в сообществе хакеров. Примером этого служит появление в RFC 1639 аббревиатуры «FOOBAR» в качестве сокращения слов «FTP Operation Over Big Address Records» («операция FTP над записями с большими адресами»), которая является бэкронимом для слова foobar, имеющего хождение в качестве метасинтаксической переменной.

## Примеры
| Слово                 | Бэкроним | На самом деле |
| --------------------- | --- | --- |
| SOS (сигнал бедствия) | Save Our Ship (с англ. — «Спасите наш корабль»), Save Our Souls, Save Our Spirits (с англ. — «Спасите наши души») | Сигнал был выбран благодаря его лёгкому представлению в азбуке Морзе. Фактически не соответствует даже буквосочетанию SOS, так как передаётся без положенных в таком случае межбуквенных интервалов.                                                                     |
| Rap                   | Radical American Poetry (с англ. — «Радикальная американская поэзия»), Rhythmic African Poetry (с англ. — «Ритмическая африканская поэзия»), и т. п. | От вышедшего из употребления сленгового слова to rap — кричать, стучать, шуметь. |
| RPG                   | Rocket-Propelled Grenade (с англ. — «Реактивно-движимая граната») | От русской аббревиатуры РПГ (ручной противотанковый гранатомёт) |
| SPA                   | Sanitas Per Aquam (с лат. — «Здоровье посредством воды») | От бельгийского города Спа, известного своими косметическими курортами. |
| Spam                  | Seriously Pissing-off Advertising Mail (с англ. — «Серьёзно задалбывающая рекламная почта») | От торговой марки дешёвых мясных консервов SPAM, означавшей «Spiced ham» (с англ. — «мясо со специями»). Марка прославилась крайне агрессивной рекламой. |
| Wiki                  | What I Know Is… (с англ. — «Что я знаю — это…») | Слово взято из гавайского языка и означает «быстро». |
| Sic                   | Spelling is correct (с англ. — «точная орфография»), same in copy (с англ. — «так же в рукописи»), spelled incorrectly (с англ. — «написано неверно»), spelling incompetent (с англ. — «безграмотное написание»), said in context (с англ. — «сказано в контексте»), stupid in context (с англ. — «глупо в контексте»). | Слово взято из латинского языка и означает «именно так». |
| СВ                    | Спальный вагон (повышенной комфортности) | Первоначальное значение — «свитский вагон», то есть вагон для императорской свиты. |
| Морг                  | Место окончательной регистрации граждан | Происходит от фр. morgue — «лицо». |
| Чувак                 | Человек, уважающий американскую культуру | Происходит от цыганского слова čavó (рус. «парень»), имеет синкретическое происхождение от праславянского корня «чув» с влиянием цыганско-воровского арго. Также есть версия, что это слово означает кастрированного барана, однако данная версия подвергается сомнению. |
| Gay                   | Good as you (с англ. — «такой же как и ты») | Происходит от фр. gai — «весёлый, беззаботный». |
| Куба                  | Коммунизм у берегов Америки | Точный смысл названия неясен; есть точка зрения, что оно может обозначать «место, где плодородная земля обильна» (cubao) либо «прекрасное место» (coabana). |
| Adidas                | All Day I Dream About Sport (с англ. — «весь день я мечтаю о спорте») | Название является аббревиатурой имени Адольфа Дасслера (создатель бренда) |
| FAB (FOAB)            | Father of all bomb (с англ. — «отец всех бомб») | От русского акронима ФАБ (фугасная авиационная бомба) |
| ПТУ                   | Помоги тупому устроиться | Аббревиатура, образованная от «профессиональное техническое училище» |